# Vononissus silvestris
Genre
Espèce
Vononissus silvestris, unique représentant du genre Vononissus, est une espèce d'opilions laniatores de la famille des Cosmetidae.

## Distribution
Cette espèce est endémique de la région de Cajamarca au Pérou. Elle se rencontre vers Hacienda Taulis.

## Description
Le syntype mesure 4 mm.

## Publication originale
- Roewer, 1956 : « Arachnida Arthrogastra aus Peru, II. » Senckenbergiana biologica, vol. 37, p. 429–445.